# Handelsbeurs (Antwerpen)

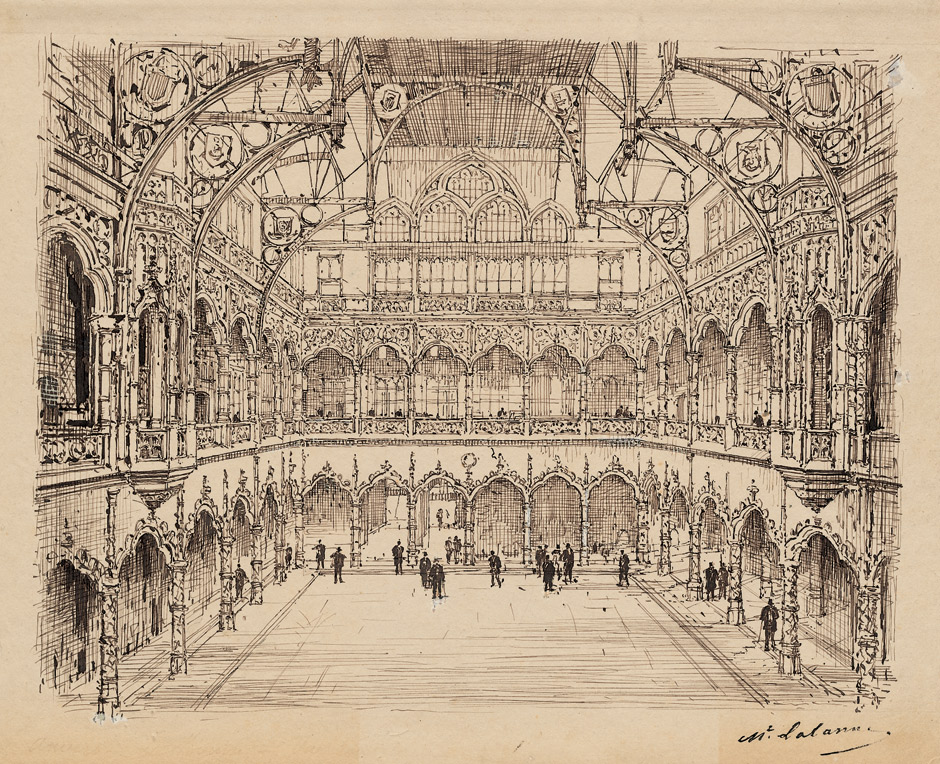
De neogotische handelsbeurs in Antwerpen, ca. 1886 (prent van Maxime Lalanne)

De Handelsbeurs in de Belgische stad Antwerpen bevindt zich in de Twaalfmaandenstraat, een kleine zijstraat van de Meir. Hier bevond zich van 1531 tot 1997 de Antwerpse effectenbeurs, "de moeder van alle beurzen". Dit gebouw is niet te verwarren met de Oude Beurs in de Hofstraat.

## Ontwikkeling en context

### Ontstaan

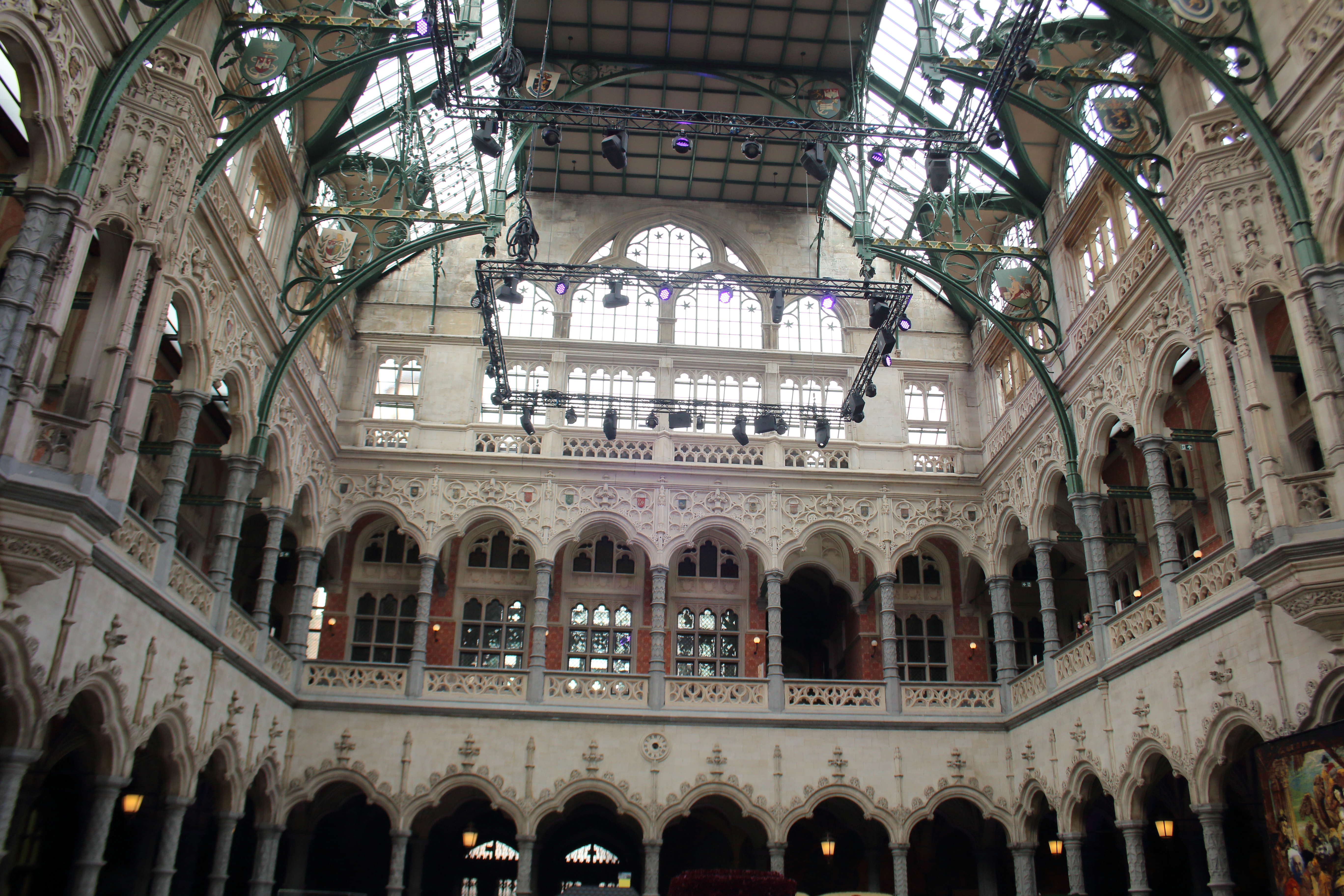
Het interieur van de Handelsbeurs

Vanaf het eind van de vijftiende eeuw nam de betekenis van Brugge als internationaal knooppunt af. Na 1531 nam Antwerpen de rol als handelscentrum van Brugge over. Daar werd de markt beheerst door Spanjaarden en Portugezen.
De Antwerpse groothandelaars vroegen en bekwamen in 1485 de toestemming van het stadsbestuur om een “gemeyne borze” op te richten. Deze Oude Beurs werd opgetrokken in het centrum van het toenmalige Antwerpse handelsleven.
In de 16e eeuw groeide Antwerpen uit tot een grote metropool met meer dan 100.000 inwoners, waarvan 10.000 buitenlandse kooplieden. Ze kregen vanaf 1531 de beschikking over een nieuw gebouw, opgevat als een rechthoekig plein met aan vier zijden overdekte galerijen, gebouwd boven op een kruising van straten. Gedurende een halve eeuw zou deze beurs het brandpunt van de Europese handel vormen en het model voor steden met gelijkaardige ambities.

### Navolging
Op initiatief van Thomas Gresham, de vertegenwoordiger van de Britse kroon in Antwerpen, werd in 1565 de beurs van Londen geopend naar het model van dit plein. Het werd ook "the Bourse" genoemd, tot koningin Elisabeth na een bezoek op 23 januari 1570 besloot dat het Royal Exchange moest zijn. De koopmansbeurs van Middelburg werd in 1592 geopend. De Beurs van Rotterdam werd opgericht bij besluit van het vroedschap "te ordineren eene beurse ofte plaetse, daer de coopluyden heure vergaderinge zouden mogen hebben" gedateerd 30 januari 1595, Amsterdam volgde in 1611.

## Gebouw

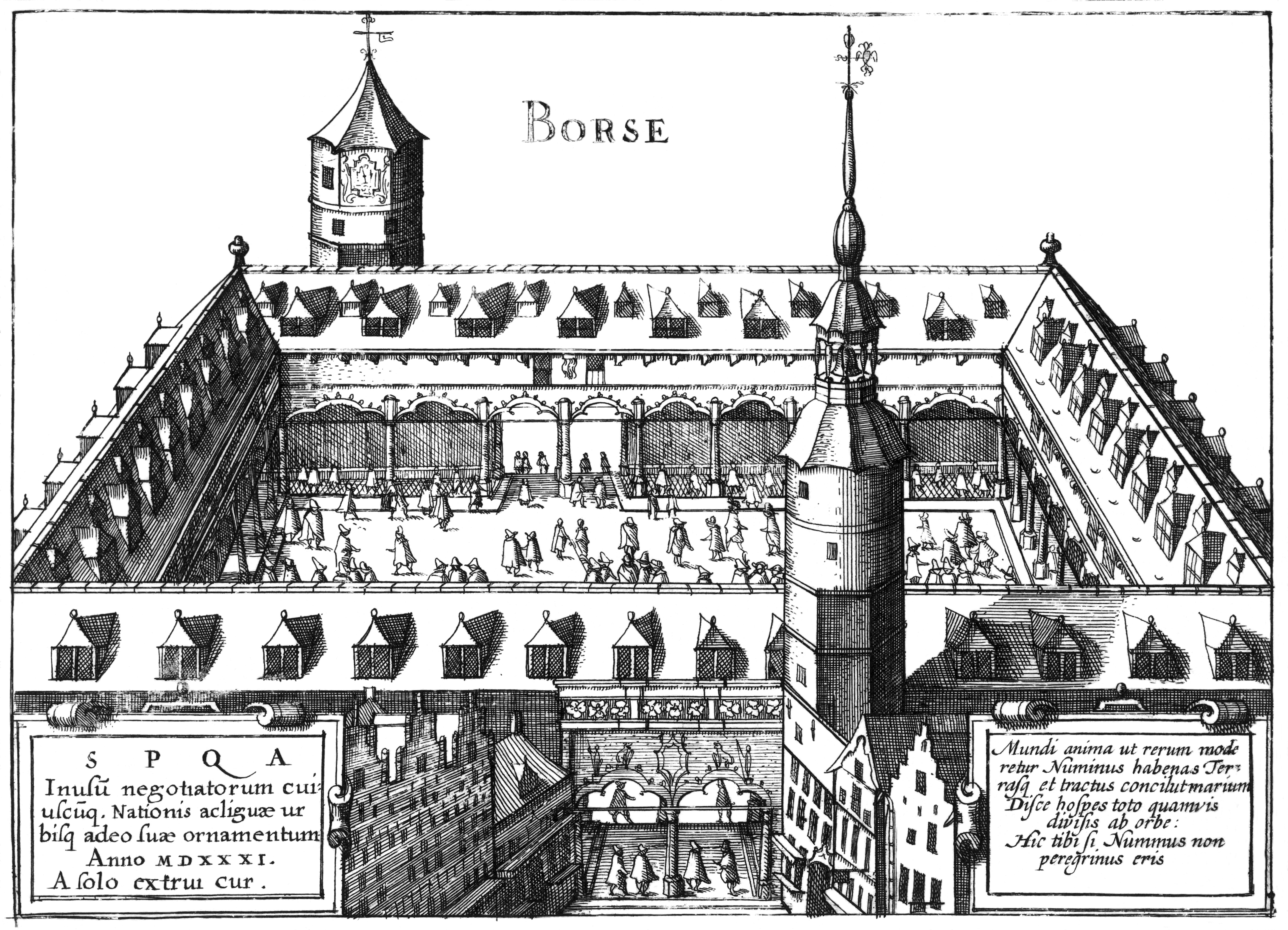
Het Antwerpse beursgebouw van 1531

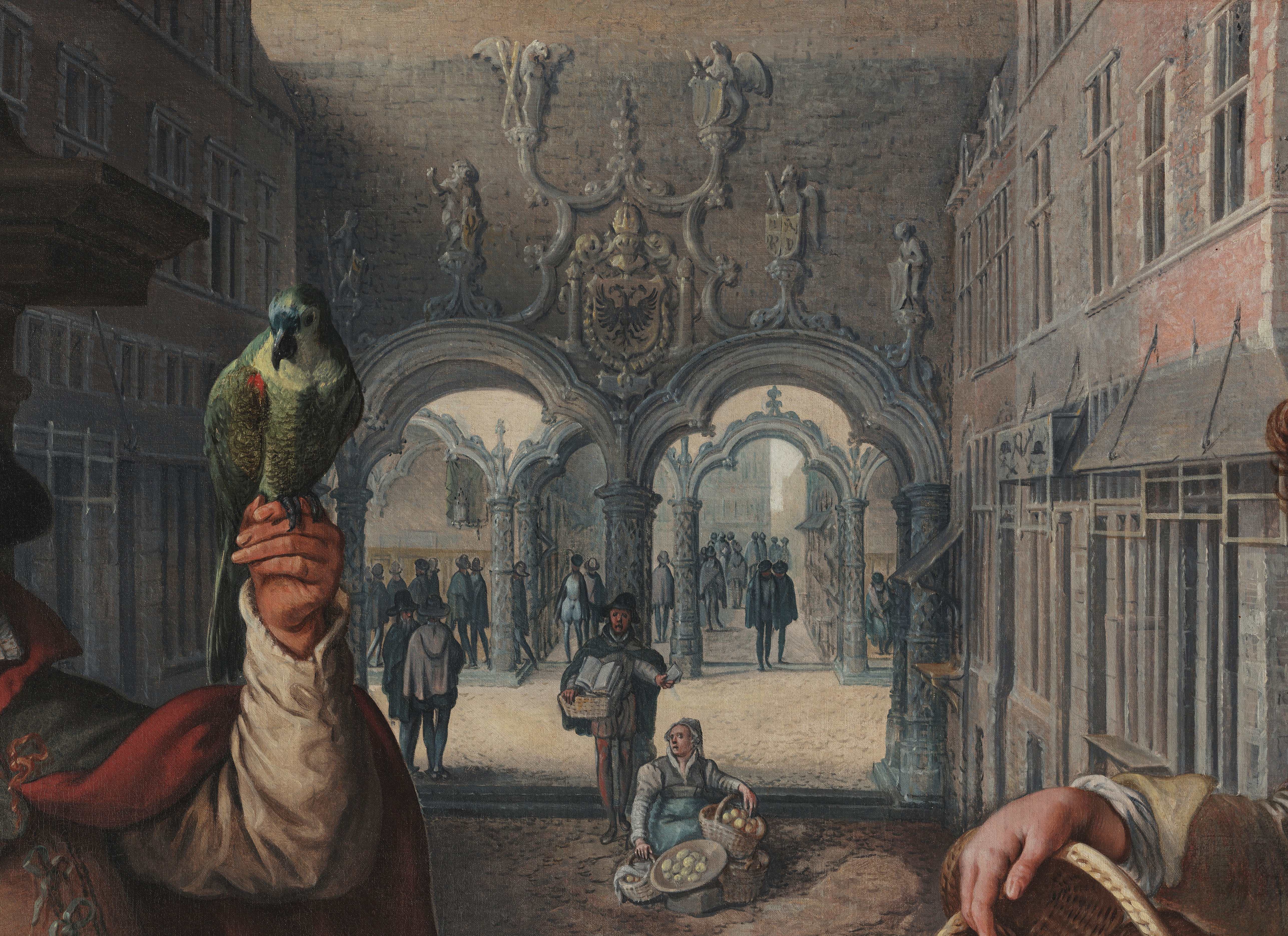
Detail met de ingang op een schilderij van Joachim Beuckelaer (1566)

### 1531-1583
Het eerste gebouw in Brabantse laatgotische stijl dateerde uit 1531, naar een ontwerp van Domien de Waghemakere. Een rechthoekige open ruimte werd omsloten door een met ster- en netgewelven overdekte zuilengalerij. Het galerijconcept van dit gebouw stond model voor de beurs van Londen (ontworpen door Hendrik van Paesschen), alsook voor deze van Rotterdam, Amsterdam en Rijsel. De hoog opgetrokken 'pagaddertorens' met octogonale en cilindrische romp dienden wellicht als uitkijk naar de haven. Iedere natie had in de beurs een min of meer vaste plaats.

### 1583-1858

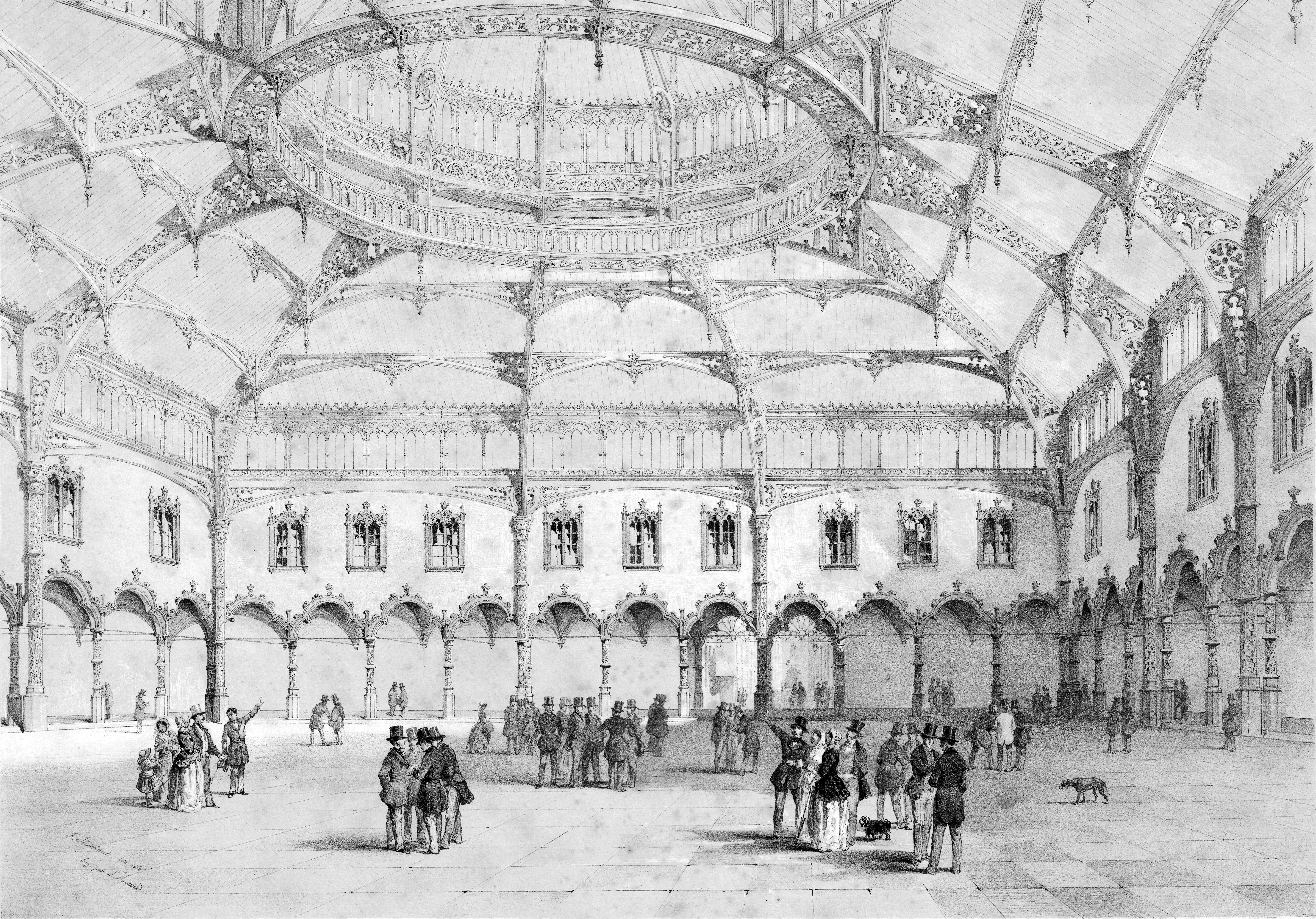
Het nieuwe dak van de beurs

Na brand in 1583 werd de beurs onmiddellijk naar dezelfde plannen heropgebouwd. Het Beleg van Antwerpen (1584-1585) en de overgave aan het 'Spaanse' Leger van Vlaanderen deed het handelsleven helemaal verkommeren. Tussen 1661 en 1810 werd het gebouw onder meer gebruikt als tekenacademie en zetel van de Sint-Lucasgilde. De open binnenruimte werd in 1853 van een vooruitstrevende koepel voorzien door Charles Marcellis, naar het voorbeeld van het Londense Crystal Palace.

### 1858-1997

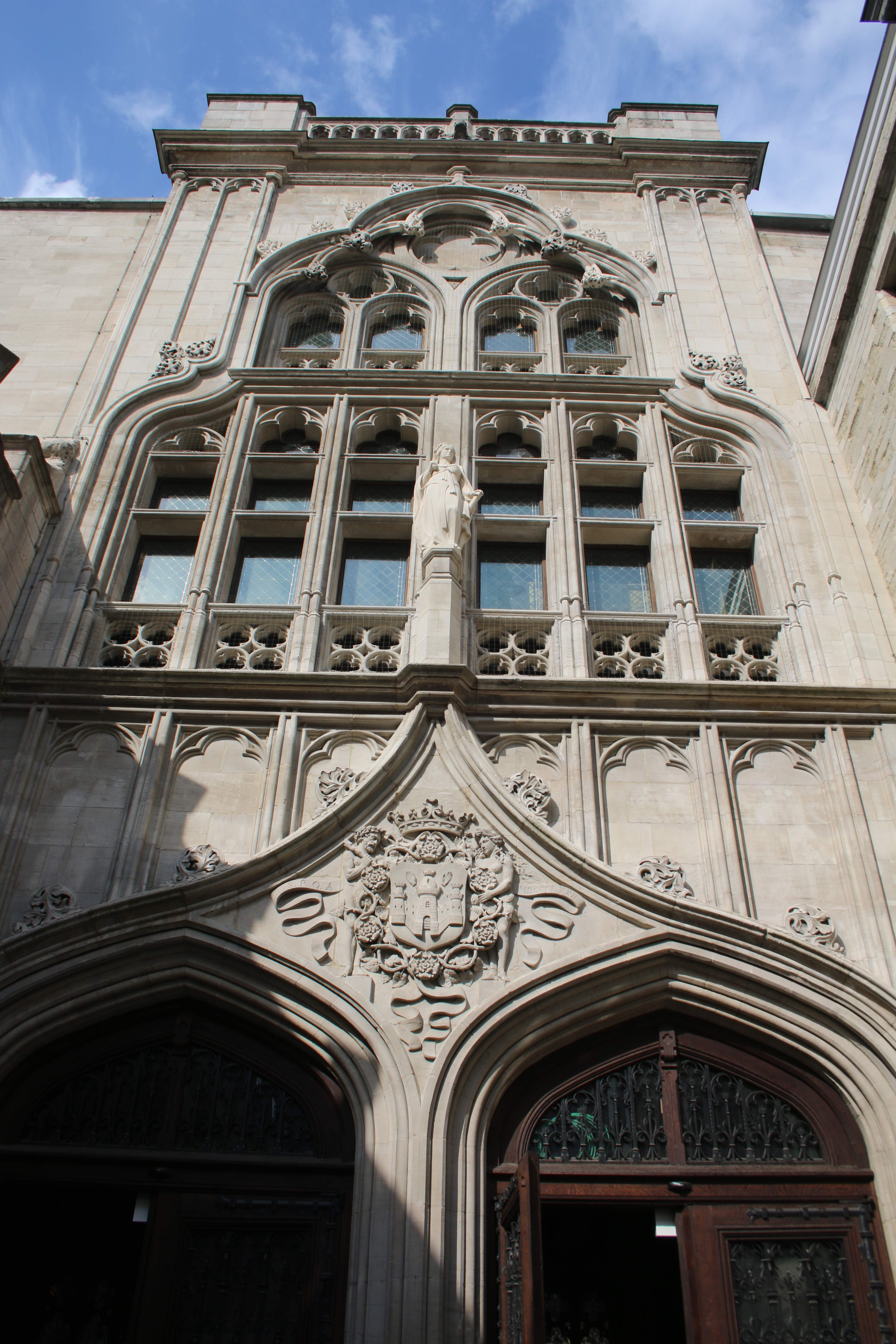
Buitenzijde van de handelsbeurs van 1872

Nadat een tweede brand in de nacht van 2 op 3 augustus 1858 het gebouw opnieuw had verwoest, schreef het Antwerpse stadsbestuur tot tweemaal toe een ontwerpwedstrijd uit, waarbij het oude concept moest worden behouden. Marcellis diende opnieuw een ontwerp in dat de adviescommissie achter zich kreeg, maar uiteindelijk werd in 1872 het huidige gebouw verwezenlijkt door architect Joseph Schadde. Het is een merkwaardig samengaan van de historiserende neogotische stijl en revolutionaire technieken, met name de metalen constructie voor de overkoepeling van de binnenruimte.

## Huidige toestand en herbestemming
De effectenbeurs van Antwerpen werd eind 1997 afgeschaft en overgenomen door de Brusselse effectenbeurs. Hiermee verloor het gebouw zijn functie. Sindsdien lag de handelsbeurs er verlaten en verwaarloosd bij.

### Project 'evenementenruimte'
In augustus 2012 werd een plan bekend dat de Antwerpse Handelsbeurs samen met de aanpalende Schippersbeurs in de toen volgende jaren omgebouwd zou worden tot een evenementenruimte. De plannen om het complex een nieuwe bestemming te geven stonden ruim 10 jaar op stapel, maar raakten om financiële redenen niet eerder rond. De gebouwen bleven in eigendom van de stadsontwikkelingsmaatschappij AG Vespa, maar werden in erfpacht gegeven aan een investeringsgroep. De totale kosten werden geschat op 28 miljoen euro en als de verbouwing volgens plan verlopen zou zijn, gingen in 2014 de deuren open. Reeds  in januari 2013 werd duidelijk dat de projectontwikkelaar zijn juridische en financiële verplichtingen niet kon nakomen. De bouwaanvraag kwam niet op tijd binnen en de twee partners, Breevast en Mopro Invest, slaagden er niet in de financiering rond te krijgen.
Na renovatiewerken die toch startten in 2016, heropende het gebouw in 2019. Het doet sindsdien dienst als evenementenlocatie met een grote zaal op het gelijkvloers en kleinere zalen op de verdieping. Er worden feesten, congressen, beurzen en tentoonstellingen georganiseerd.

### Project 'Marriott hotel'
In oktober 2013 kwam er weer beweging in het investeringsdossier, nadat een nieuwe partner werd  gevonden: de Marriott hotelketen. Ook kwam er een erfgoedbudget vrij vanwege de Vlaamse overheid, voor restauratie van de beurs. In oktober 2014 werd bekend dat de nieuwe bouwaanvraag voor het project werd goedgekeurd door de stad Antwerpen. Maar begin december 2014 raakte bekend dat verschillende omwonenden beroep hadden aangetekend bij de bestendige deputatie van de provincie tegen de bouwvergunning. In april 2015 bevestigde de provincie de bouwvergunning onder voorwaarde van enkele aanpassingen die tegemoetkwamen aan de verzuchtingen van de klagende buurtbewoners. Als in dit dossier alles volgens plan zou verlopen, zou het hotel tegen 2018 zijn deuren openen.
In februari 2016 werden tijdens opgravingen verschillende archeologische vondsten gedaan. Zo werden vloerniveaus, muren en een haard/oven aangetroffen uit de late middeleeuwen. Tevens werden onder een aantal muren paalkuilen aangetroffen die vermoedelijk wijzen op middeleeuwse houtbouw. Ook werd er donkergrijs zand aangetroffen, wat wijst op middeleeuwse tuin- en/of landbouw. De opmerkelijkste vondst was echter de ontdekking van enkele urnen die dateren uit de ijzertijd. Nadat de opgravingen en het archeologisch onderzoek afgerond waren, kwam er een ondergrondse parkeergarage onder de voormalige handelsbeurs.
In mei 2016 begonnen de officiële bouwwerkzaamheden met de renovatie van het dak en de pagaddertoren. De verwachting was dat het Marriott Autograph hotel als The Sapphire House Antwerp begin 2019 de deuren kon openen, maar dat werd eind mei 2022. Na bijna 20 jaar leegstand en 3 jaar restauratiewerken de Handelsbeurs terug open. Het gebouw werd op 4 oktober 2019 ingehuldigd door de Antwerpse burgemeester Bart De Wever.